# Identité de Dixon
En mathématiques, l'identité de Dixon (ou le théorème de Dixon ou la formule de Dixon) est l'une des nombreuses identités différentes mais étroitement liées prouvées par Alfred Cardew Dixon, certaines impliquant des sommes finies de produits de trois coefficients binomiaux, et d'autres qui spécialisent une série hypergéométrique. Ces identités découlent du théorème principal de MacMahon et peuvent désormais être démontrées de façon banale par des méthodes automatiques (Ekhad 1990), (Wilf 1994).

## Énoncés
L'identité originale, dans (Dixon 1891), est
{\displaystyle \sum _{k=-a}^{a}(-1)^{k}{\binom {2a}{k+a}}^{3}={\frac {(3a)!}{(a!)^{3}}}.}
Une généralisation, aussi parfois appelée identité de Dixon, est
{\displaystyle \sum _{k\in \mathbb {Z} }(-1)^{k}{\binom {a+b}{a+k}}{\binom {b+c}{b+k}}{\binom {c+a}{c+k}}={\frac {(a+b+c)!}{a!b!c!}}}
où a, b et c sont des entiers naturels (Wilf 1994, p. 156). La somme de gauche peut être écrite comme la série hypergéométrique bien équilibrée finie
{\displaystyle {\binom {b+c}{b-a}}{\binom {c+a}{c-a}}{}_{3}F_{2}(-2a,-a-b,-a-c;1+b-a,1+c-a;1)}
et l'identité apparaît comme un cas limite (lorsque a tend vers un entier) du théorème de Dixon en spécialisant une série hypergéométrique généralisée 3F2 bien équilibrée en 1, d'après (Dixon 1902) :
{\displaystyle \;_{3}F_{2}(a,b,c;1+a-b,1+a-c;1)={\frac {\Gamma (1+a/2)\Gamma (1+a/2-b-c)\Gamma (1+a-b)\Gamma (1+a-c)}{\Gamma (1+a)\Gamma (1+a-b-c)\Gamma (1+a/2-b)\Gamma (1+a/2-c)}}.}
Ceci est valable pour Re(1 +1⁄2 a – b – c) > 0. Lorsque c tend vers –∞, l'identité se réduit à la formule de Kummer pour la fonction hypergéométrique 2F1 évaluée en –1. Le théorème de Dixon peut être déduit de l'évaluation de l'intégrale de Selberg.

## q-analogues
Un q-analogue de la formule de Dixon pour la série hypergéométrique basique en termes du q-symbole de Pochhammer est donné par
{\displaystyle \;_{4}\varphi _{3}\left[{\begin{matrix}a&-qa^{1/2}&b&c\\&-a^{1/2}&aq/b&aq/c\end{matrix}};q,qa^{1/2}/bc\right]={\frac {(aq,aq/bc,qa^{1/2}/b,qa^{1/2}/c;q)_{\infty }}{(aq/b,aq/c,qa^{1/2},qa^{1/2}/bc;q)_{\infty }}}}
avec | qa1/2 / bc | < 1.